# Cao nguyên Lâm Viên

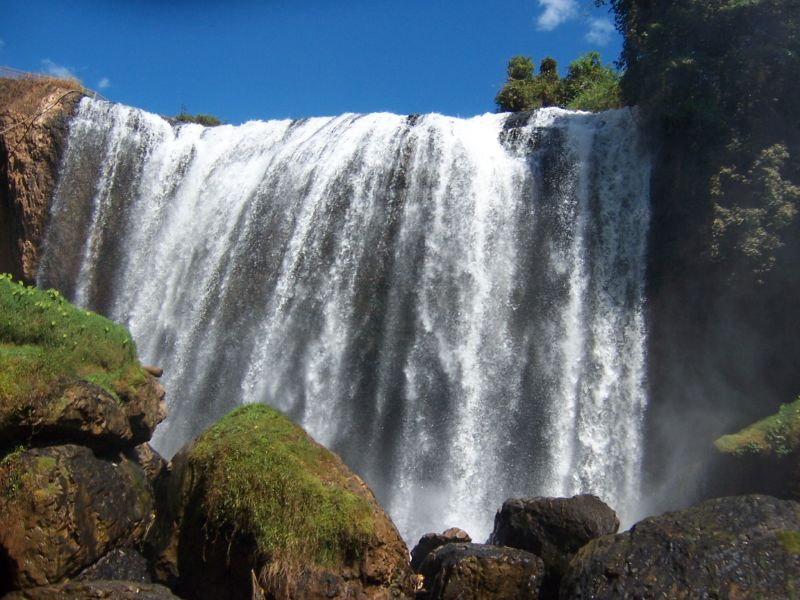
Thác Voi ở gần thành phố Đà Lạt

Cao nguyên Lâm Viên (còn gọi cao nguyên Lang Biang, cao nguyên Lang Bian, cao nguyên Lạng Bương, cao nguyên Đà Lạt, bình sơn Đà Lạt) là một cao nguyên thuộc Tây Nguyên, Việt Nam (được khám phá bởi nhà thám hiểm-bác sĩ Alexandre Yersin) với độ cao trung bình khoảng 1.500 m (4.920 ft) so với mực nước biển. Phía nam cao nguyên có thành phố Đà Lạt. Phía đông và đông nam dốc xuống thung lũng sông Đa Nhim, tây nam hạ đột ngột xuống cao nguyên Di Linh. Diện tích khoảng 1.080 km². Địa hình đồi núi trập trùng độ dốc dao động 8-10°. Tại đây có các đỉnh núi cao như Bi Doup (2.287 m), Lang Biang (hay Chư Cang Ca, 2.167 m), Hòn Giao (2.010 m). Nước sông trên cao nguyên chảy chậm; những chỗ bị chặn lại toả rộng thành hồ như hồ Xuân Hương, hồ Than Thở, hồ Đa Thiện, hồ Đan Kia (Suối Vàng), thác Cam Ly. Rìa cao nguyên có các thác lớn như Pren (Prenn), Gù Gà, Ankrôet, thác Voi. Phong cảnh đẹp, khí hậu trong lành phù hợp cho trồng rau và hoa quả ôn đới quanh năm, có rừng thông ba lá và thông năm lá diện tích lớn. Cao nguyên này chỉ chiếm khoảng 30% diện tích của toàn tỉnh Lâm Đồng, nằm trên các huyện Lạc Dương, Đam Rông và thành phố Đà Lạt.